# Un ángel pasó por Brooklyn
Un ángel pasó por Brooklyn  es una película filmada en blanco y negro, coproducción de Italia y España dirigida por Ladislao Vajda según su propio guion escrito en colaboración con Ugo Guerra, Ottavio Alessi, José Santugini, Gian Luigi Rondi e István Békeffy. El filme fue producido en 1957 y tuvo como protagonistas a Peter Ustinov, Pablito Calvo, José Isbert, Aroldo Tieri y Mauricio Arena.
Fue filmada parcialmente en Brooklyn, Nueva York, Estados Unidos.

## Sinopsis
Un antipático administrador de fincas (papel que interpreta Ustinov) es condenado a vivir como un perro hasta que consiga que alguien se encariñe con él.

## Premios
XIII edición de las Medallas del Círculo de Escritores Cinematográficos
| Categoría         | Candidato      | Resultado |
| ----------------- | -------------- | --------- |
| Mejores decorados | Antonio Simont | Ganador   |

II edición de los Premios San Jorge
| Categoría                             | Candidato               | Resultado |
| ------------------------------------- | ----------------------- | --------- |
| Mejor película española               | Mejor película española | Ganadora  |
| Mejor director español                | Ladislao Vajda          | Ganador   |
| Mejor fotografía en película española | Enrique Guerner         | Ganador   |